# Ingrīda Latimira
Ingrīda Latimira, poprzednio Ūdre (ur. 14 listopada 1958 w Rydze, zm. 13 lipca 2024) – łotewska polityk i ekonomistka, minister gospodarki (1999), w latach 2002–2006 przewodnicząca Sejmu.

## Życiorys
W 1984 ukończyła studia ekonomiczne na Uniwersytecie Łotwy w Rydze. Magisterium w tej dziedzinie na tej samej uczelni uzyskała w 1996. Pracowała w branży audytorskiej i jako nauczyciel akademicki.
W 1998 weszła w skład Sejmu Republiki Łotewskiej jako przedstawicielka Nowej Partii. W 1999 przez kilka tygodni pełniła funkcję ministra gospodarki w rządzie Vilisa Krištopansa. W tym samym roku była kandydatką na urząd prezydenta państwa. W 2002 uzyskała reelekcję do parlamentu z listy Związku Zielonych i Rolników. W latach 2002–2006 sprawowała urząd przewodniczącej Sejmu VIII kadencji.
W 2004 została nominowana na komisarza Unii Europejskiej ds. podatków i ceł, ostatecznie nie objęła funkcji. W wyborach 2006 bez powodzenia próbowała uzyskać reelekcję do Sejmu z ramienia ZZS w Łatgalii. Pełniła funkcję przewodniczącej ZZS oraz wiceprzewodniczącej Łotewskiego Związku Rolników. Zasiadała w fundacji założonej przez Guntisa Ulmanisa oraz w zarządzie Łotewskiej Federacji Siatkówki.
Po odejściu z parlamentu przeszła do sektora prywatnego. Została prezesem zarządu spółki „Latimira un Partneri”, podjęła praktykę w zawodzie biegłego rewidenta. W 2013 została konsultantką frakcji poselskiej Centrum Zgody.
Od 2009 była zamężna z przedsiębiorcą Gordonsem Latimirsem.

## Odznaczenia
- Medal Rady Bałtyckiej (2004)[6]
- Krzyż Wielki Orderu Zasługi (Portugalia, 2003)[7]